# 15838 Auclair
15838 Auclair este un asteroid din centura principală de asteroizi.

## Descriere
15838 Auclair este un asteroid din centura principală de asteroizi. A fost descoperit pe 27 martie 1995 la Kitt Peak National Observatory în cadrul proiectului Spacewatch. Asteroidul prezintă o orbită caracterizată de o semiaxă mare de 3,00 ua, o excentricitate de 0,10 și o înclinație de 1,7° în raport cu ecliptica.